# 鎮江府

江蘇省の鎮江府の位置（1820年）

鎮江府（ちんこうふ）は、中国にかつて存在した府。宋代から民国初年にかけて、現在の江蘇省鎮江市一帯に設置された。

## 概要
1113年（政和3年）、北宋により潤州が鎮江府に昇格した。鎮江府は両浙路に属し、丹徒・丹陽・金壇の3県を管轄した。
1276年（至元13年）、元により鎮江府は鎮江路と改められた。鎮江路は江浙等処行中書省に属し、録事司と丹徒・丹陽・金壇の3県を管轄した。1356年、朱元璋により鎮江路は鎮江府と改められた。
明のとき、鎮江府は南直隷に属し、丹徒・丹陽・金壇の3県を管轄した。
清のとき、鎮江府は江蘇省に属し、丹徒・丹陽・金壇・溧陽・太平庁の1庁4県を管轄した。
1913年、中華民国により鎮江府は廃止された。